# Thailand International Series 2023
Die Thailand International Series 2023 im Badminton fand vom 19. bis 24. September 2023 in Pak Kret statt. Das Turnier trug den kompletten Titel Toyota Gazoo Racing Thailand International Series 2023.

## Sieger und Platzierte
| Disziplin    | Gold                        | Silber                                  | Bronze                                             |
| ------------ | --------------------------- | --------------------------------------- | -------------------------------------------------- |
| Herreneinzel | Riki Takei                  | Heo Kwang-hee                           | Choi Pyeong-gang                                   |
| Herreneinzel | Riki Takei                  | Heo Kwang-hee                           | Kim Dong-hun                                       |
| Dameneinzel  | Runa Kurihara               | Tidapron Kleebyeesun                    | Yataweemin Ketklieng                               |
| Dameneinzel  | Runa Kurihara               | Tidapron Kleebyeesun                    | Vũ Thị Trang                                       |
| Herrendoppel | Kazuki Shibata Naoki Yamada | Sirawit Sothon Natthapat Trinkajee      | Nguyễn Đình Hoàng Trần Đình Mạnh                   |
| Herrendoppel | Kazuki Shibata Naoki Yamada | Sirawit Sothon Natthapat Trinkajee      | An Yun-seong Park Kyung-hoon                       |
| Damendoppel  | Kim Yu-jung Lee Yeon-woo    | Kokona Ishikawa Mio Konegawa            | Kittipak Dubthuk Thanapim Kaweenuntavong           |
| Damendoppel  | Kim Yu-jung Lee Yeon-woo    | Kokona Ishikawa Mio Konegawa            | Pichamon Phatcharaphisutsin Nannapas Sukklad       |
| Mixed        | Park Kyung-hoon Kim Yu-jung | Pulung Ramadhan Rinjani Kwinara Nastine | Vichayapong Kanjanakeereewong Tidapron Kleebyeesun |
| Mixed        | Park Kyung-hoon Kim Yu-jung | Pulung Ramadhan Rinjani Kwinara Nastine | Loo Bing Kun Cheng Su Yin                          |